# Bitwa o Ramree
Bitwa o Ramree – starcie zbrojne stoczone podczas wojny na Pacyfiku na birmańskiej wyspie Ramree pomiędzy siłami brytyjskimi a japońskimi od 21 stycznia do 22 lutego 1945 roku.
Bitwa została stoczona w ramach działań XV Korpusu Indyjskiego, który prowadził przygotowania do ofensywy na Rangun. Po przygotowaniu artyleryjskim 21 stycznia na wyspie wylądowały oddziały indyjskiej 26 Dywizji Piechoty, które nie napotkały większego oporu – Japończycy spodziewali się desantu w innym miejscu wyspy i poczynili ku temu przygotowania. W następnych dniach Brytyjczycy posuwali się w głąb zajmowanych pozycji i prowadzili z powodzeniem kolejne desanty w innych miejscach na wyspie, a opór Japończyków albo był przełamywany, albo na niektórych obszarach w ogóle nie występował. Początkowo celem było opanowanie takiej części Ramree, by możliwa stała się operacja lotnicza na potrzeby ofensywy w kontynentalnej Birmie, jednak 4 lutego oddziały brytyjskie otrzymały rozkaz opanowania całej wyspy. W następnych dniach zaczęto wypierać Japończyków i 8 lutego Brytyjczycy zdobyli miasto Ramree. Część japońskich sił została zepchnięta na bagna, gdzie wielu z nich utonęło lub zmarło z braku zaopatrzenia, natomiast doniesienia o wielu ofiarach krokodyli zostały zdezawuowane. Brytyjczycy wzywali okrążonych Japończyków do kapitulacji, wezwania pozostały jednak bez odpowiedzi. Łącznie z ok. 1200–1500 żołnierzy Brytyjczycy wzięli do niewoli ok. 20.
Bitwie poświęcono szereg książek, m.in. Dragon of the Mangroves: Inspired by True Events of World War II Yasuyukieogo Kasaiego, Sunset On Ramree Roberta Appletona, The Mangroves Johna L. Campbella.